# Лісьник-Малий
Лісьник-Малий (пол. Liśnik Mały) — село в Польщі, у гміні Тшидник-Дужий Красницького повіту Люблінського воєводства.
Населення — 253 особи (2011).
У 1975-1998 роках село належало до Тарнобжезького воєводства.

## Демографія
Демографічна структура станом на 31 березня 2011 року:
|          | Загалом | Допрацездатний вік | Працездатний вік | Постпрацездатний вік |
| -------- | ------- | ------------------ | ---------------- | -------------------- |
| Чоловіки | 125     | 24                 | 81               | 20                   |
| Жінки    | 128     | 30                 | 72               | 26                   |
| Разом    | 253     | 54                 | 153              | 46                   |